# Kanton Pointe-à-Pitre
Kanton Pointe-à-Pitre (francouzsky Canton de Pointe-à-Pitre) je francouzský kanton v departementu Guadeloupe v regionu Guadeloupe. Byl ustaven v roce 2015 a tvoří ho obec Pointe-à-Pitre.